# Syrphoctonus coxator
Syrphoctonus coxator är en stekelart som först beskrevs av Per Abraham Roman 1936.  Syrphoctonus coxator ingår i släktet Syrphoctonus och familjen brokparasitsteklar. Inga underarter finns listade i Catalogue of Life.